# Mazarefes e Vila Fria
Mazarefes e Vila Fria (oficialmente: União das freguesias de Mazarefes e Vila Fria) é uma freguesia portuguesa do município de Viana do Castelo com 10,05 km² de área e 2494 habitantes (censo de 2021). A sua densidade populacional é 248,2 hab./km².

## História
Foi constituída em 2013, no âmbito de uma reforma administrativa nacional, pela agregação das antigas freguesias de Mazarefes e Vila Fria.
Mazarefes tem como tradição religiosa a celebração de Nossa Senhora das Boas Novas, que se realiza sempre uma semana após o dia de Páscoa.

## Demografia
A população registada nos censos foi:
| Distribuição da População por Grupos Etários | Distribuição da População por Grupos Etários | Distribuição da População por Grupos Etários | Distribuição da População por Grupos Etários | Distribuição da População por Grupos Etários | Distribuição da População por Grupos Etários |
| -------------------------------------------- | -------------------------------------------- | -------------------------------------------- | -------------------------------------------- | -------------------------------------------- | -------------------------------------------- |
| Antes da agregação                           |                                              |                                              |                                              |                                              |                                              |
| Ano                                          | 0-14 anos                                    | 15-24 anos                                   | 25-64 anos                                   | >= 65 anos                                   | Total                                        |
| 2001                                         | 425                                          | 441                                          | 1483                                         | 411                                          | 2760                                         |
| 2011                                         | 356                                          | 290                                          | 1501                                         | 523                                          | 2670                                         |
| Após a agregação                             |                                              |                                              |                                              |                                              |                                              |
| Ano                                          | 0-14 anos                                    | 15-24 anos                                   | 25-64 anos                                   | >= 65 anos                                   | Total                                        |
| 2021                                         | 279                                          | 242                                          | 1301                                         | 672                                          | 2494                                         |